# Cathédrale patriarcale de Bucarest
La Cathédrale patriarcale de Bucarest (roumain : Catedrala Patriarhală din București), nommée aussi Cathédrale des Saints Constantin et Hélène[réf. souhaitée], est une cathédrale à Bucarest. 
Cette basilique orthodoxe est située près du palais du sénat de Roumanie et du siège du Patriarcat de Roumanie dont elle est l'église métropolitaine : la colline où elle se trouve est appelée dealul Mitropoliei (« butte de la Métropole »). 
Elle a été construite de 1654 à 1658, sur les fonds du prince de Valachie, Constantin Ier Șerban Basarab.